# L'Éducation de la femme chrétienne
L'Éducation de la femme chrétienne est un livre du début du XVIe siècle écrit par Jean Louis Vivès, écrit pour l'éducation de la future Marie Ire d'Angleterre, fille précoce d'Henri VIII. Écrit en 1523, le livre a été initialement publié en latin sous le titre De Institutione Feminae Christianae et dédié à Catherine d'Aragon. L'ouvrage fut traduit en anglais par Richard Hyrde vers 1529 et devint alors connu sous le titre Instruction of a Christian Woman.

## Description
Au cours des XVIe et XVIIe siècles, l'œuvre était populaire dans les communautés catholiques et protestantes. Ce traité sur l'éducation féminine est divisé en trois parties : Livre I « Qui traite des jeunes femmes célibataires, Livre II : Qui traite des femmes mariées et Livre III : Des veuves.
Plébiscitée par Érasme et Thomas More, Vivès prône l'éducation pour toutes les femmes, quelles que soient leur classe sociale et leurs capacités. De l'enfance à l'adolescence en passant par le mariage et le veuvage, ce manuel offre des conseils pratiques ainsi qu'une méditation philosophique et a été reconnu peu après sa publication en 1524 comme la déclaration la plus autorisée sur l'éducation universelle des femmes. Arguant que les femmes étaient intellectuellement égales sinon supérieures aux hommes, Vivès a mis l'accent sur la camaraderie intellectuelle dans le mariage plutôt que sur la procréation, et est allée au-delà de la sphère privée pour montrer comment le progrès des femmes était essentiel pour le bien de la société et de l'État.